# Baitul Futuh mecset
A Baitul Futuh mecset (magyarul: Győzelmek háza) Nyugat-Európa legnagyobb iszlám imaháza. London Morden nevű városrészében található, s akár tízezer hívő imádkozhat benne egyszerre. A Baitul Futuh az ahmadik világközpontja.

## Története
Egészen 1996-ig a mecset helyén egy tejgyár állt. Az imaház alapkövét 1999-ben tette le Mirza Tahir Ahmad, az ahmadi mozgalom negyedik kalifája. 2003-ban került átadásra ez az 5,5 millió fontból megépült dzsámi.

## Képgaléria

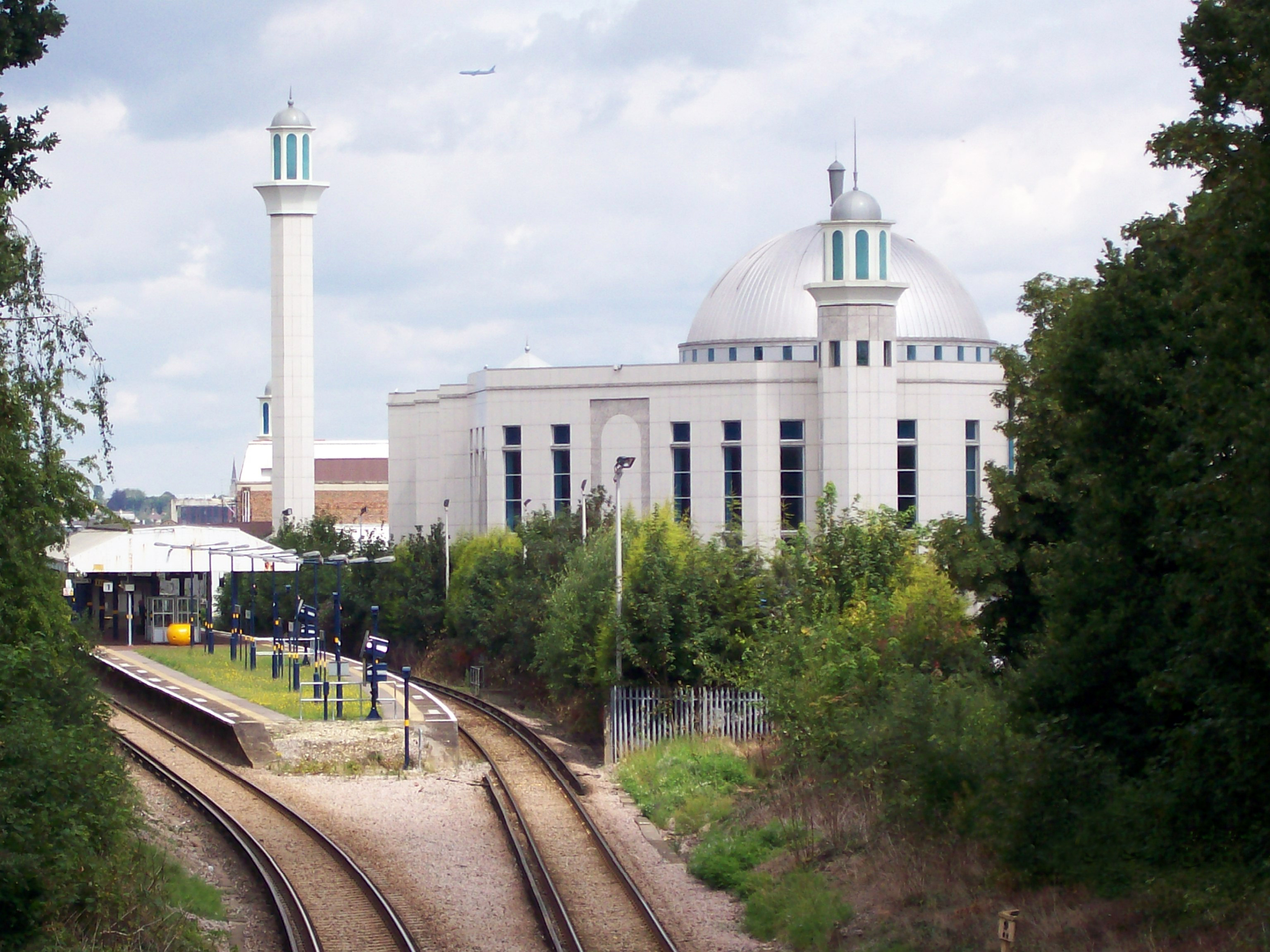
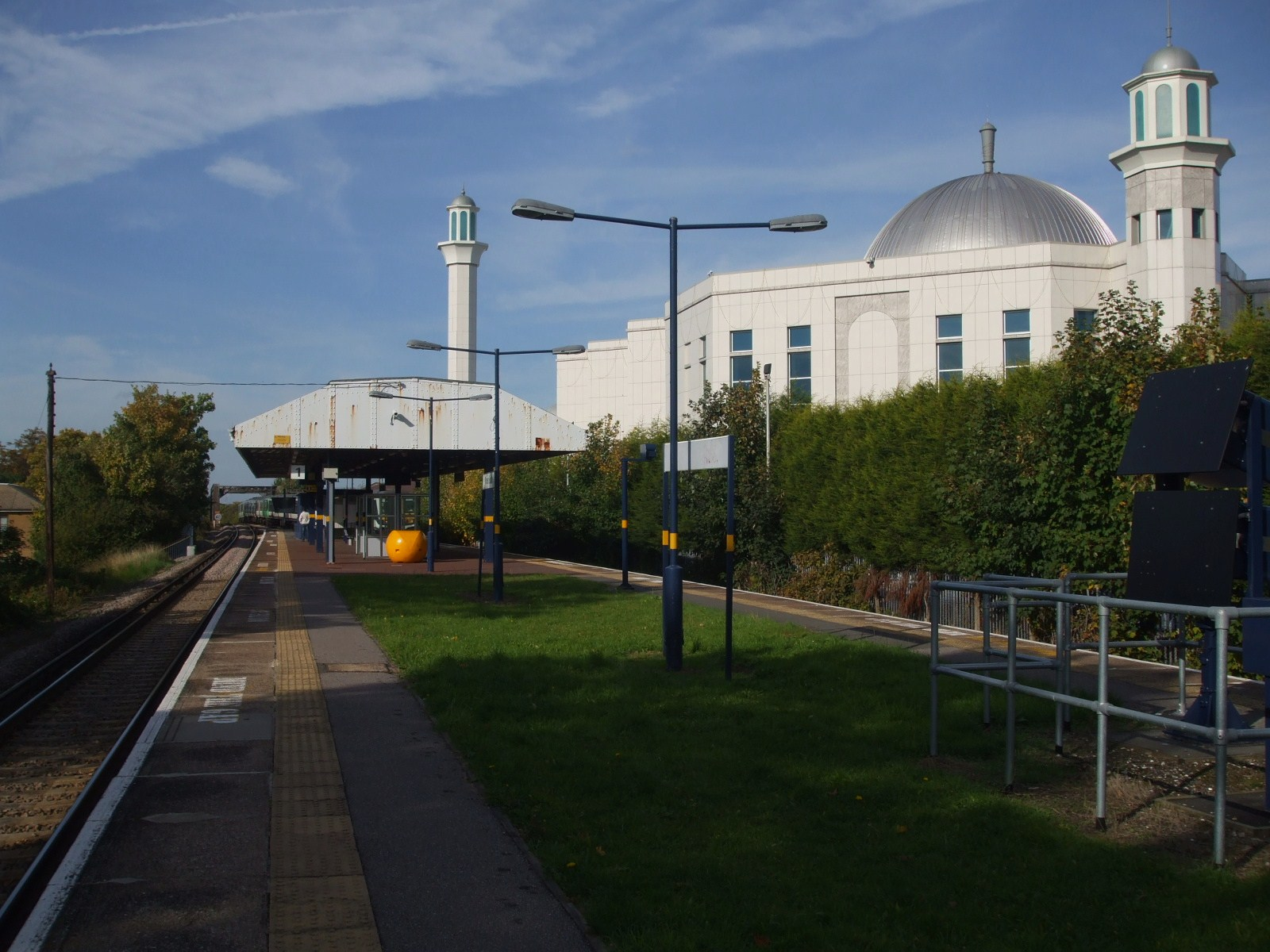
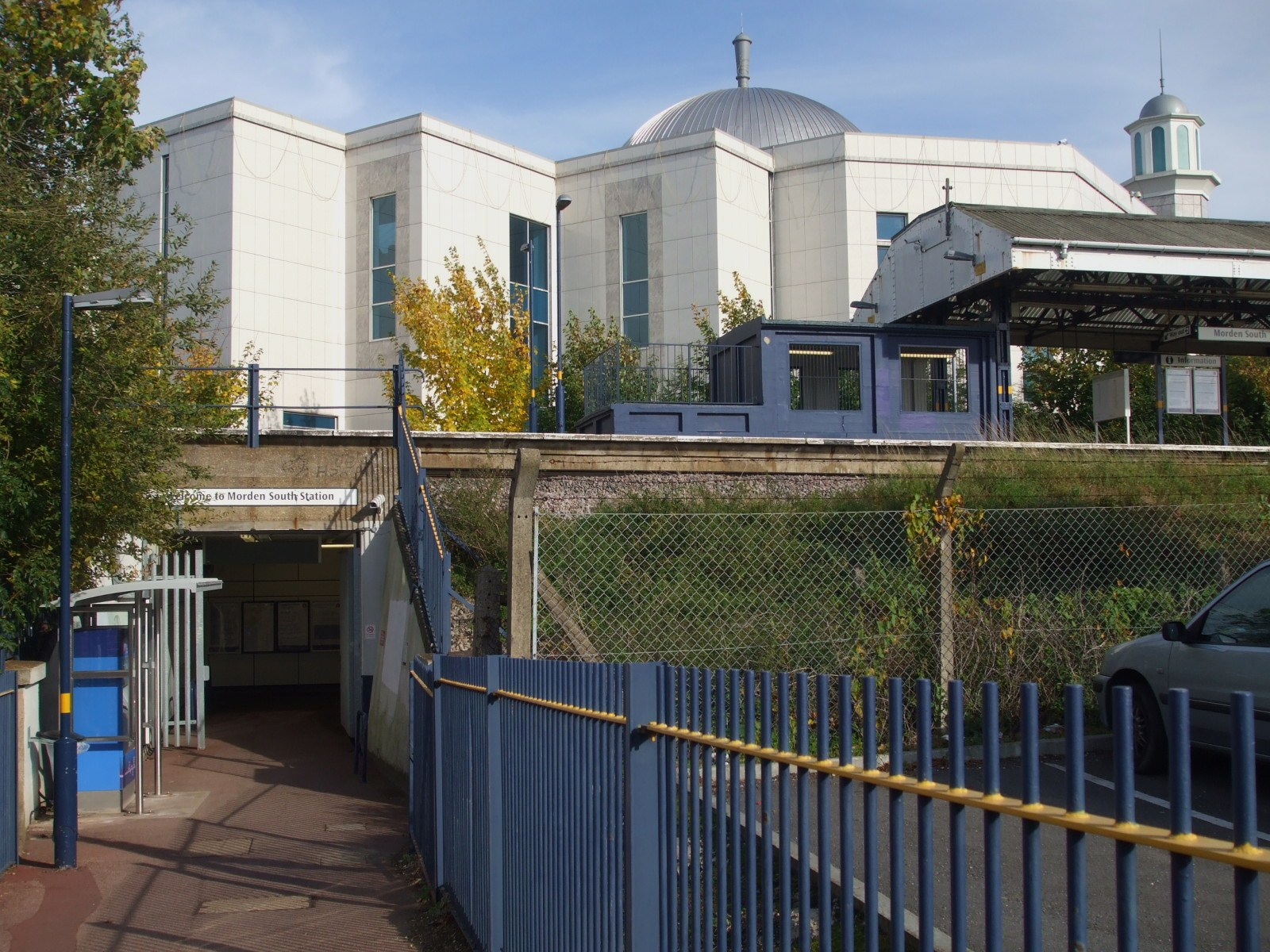
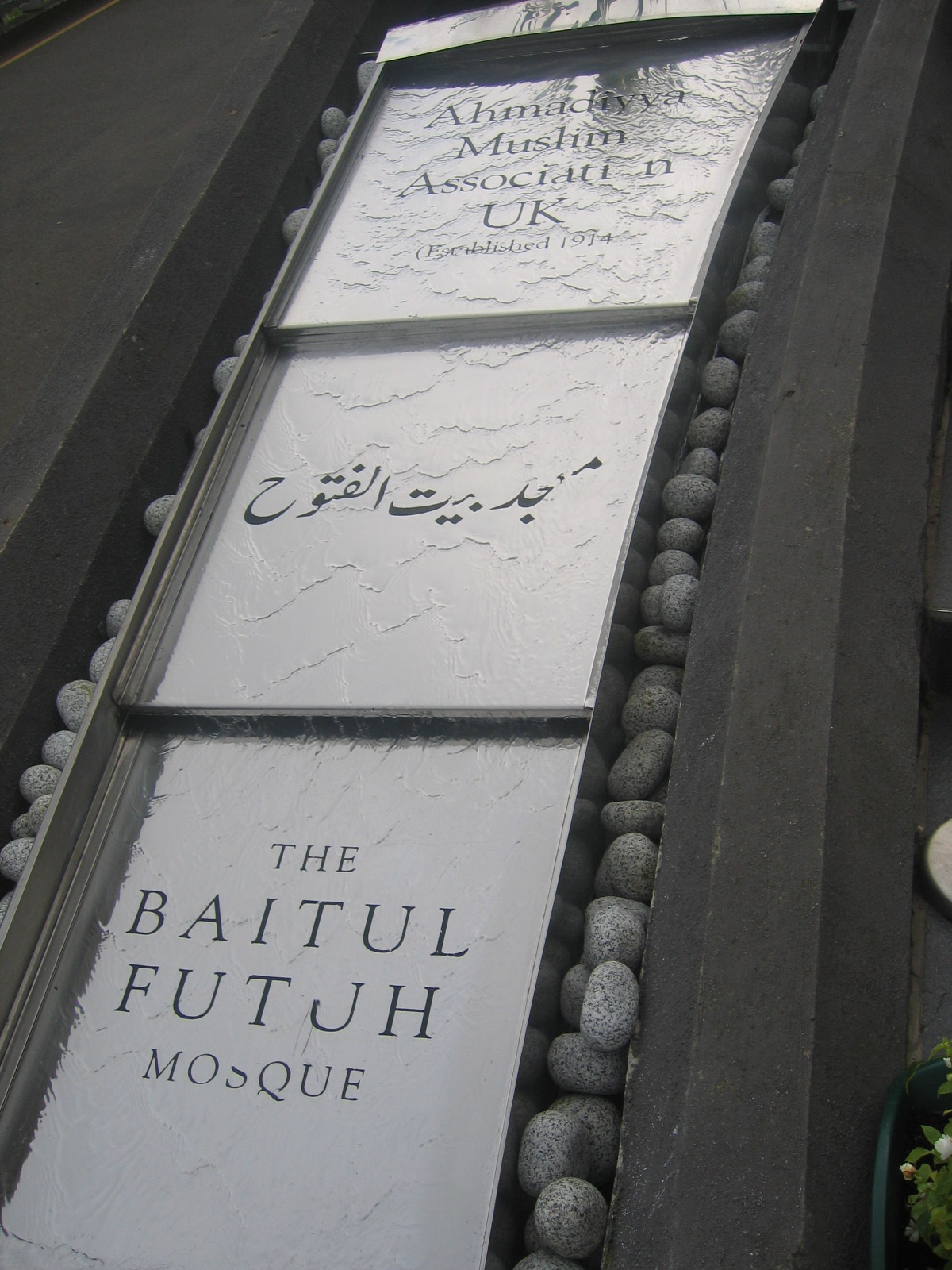
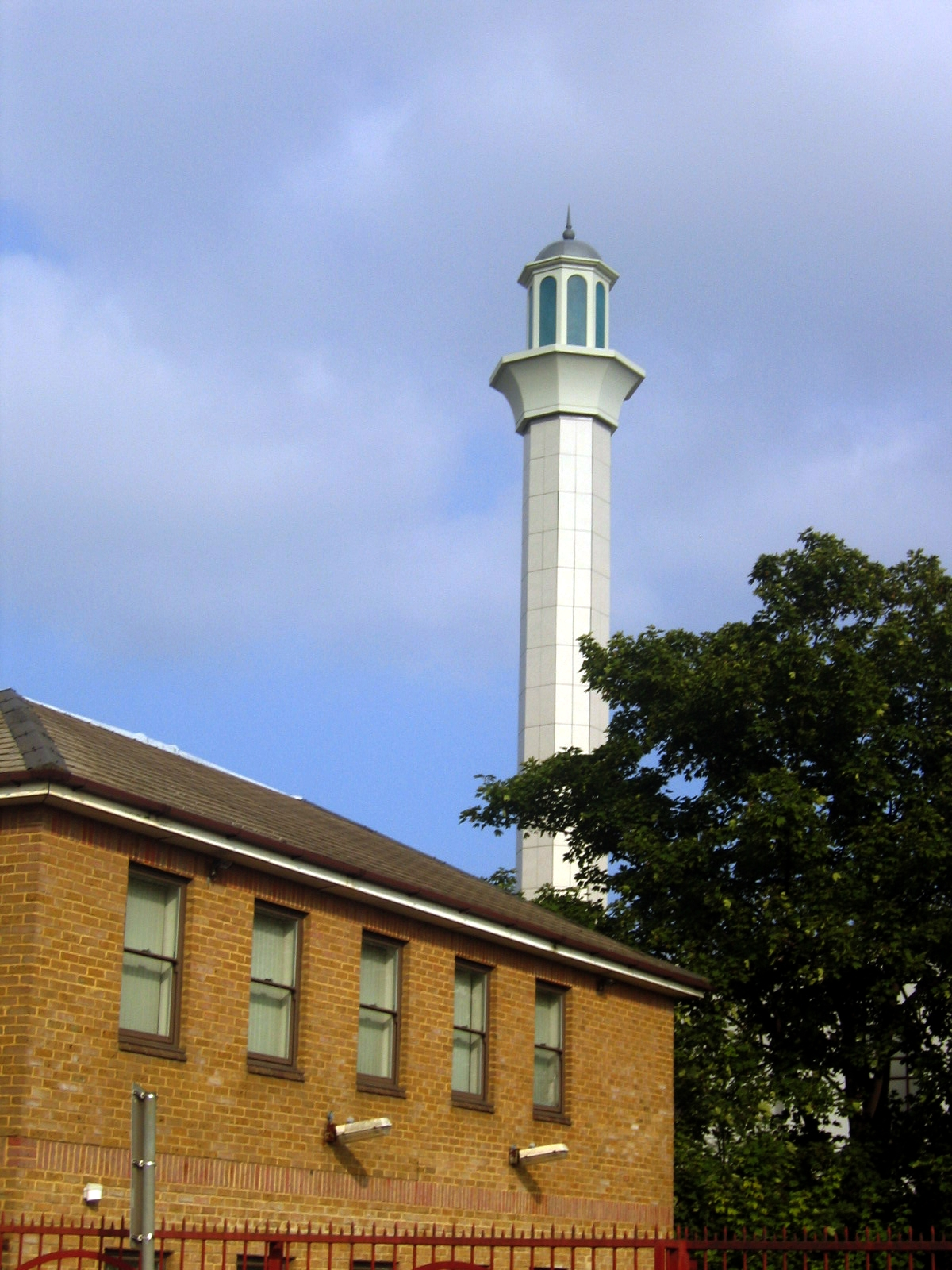
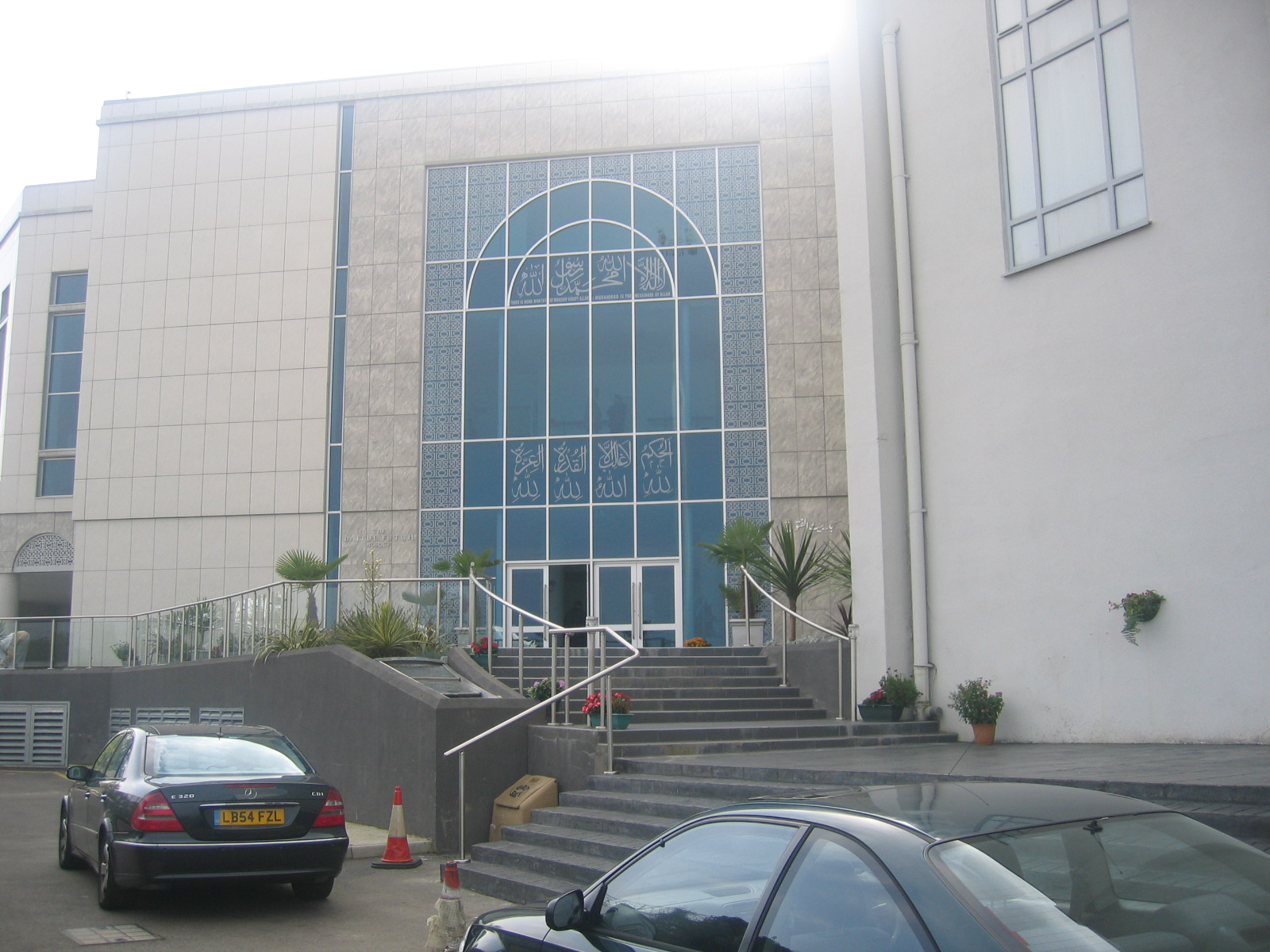
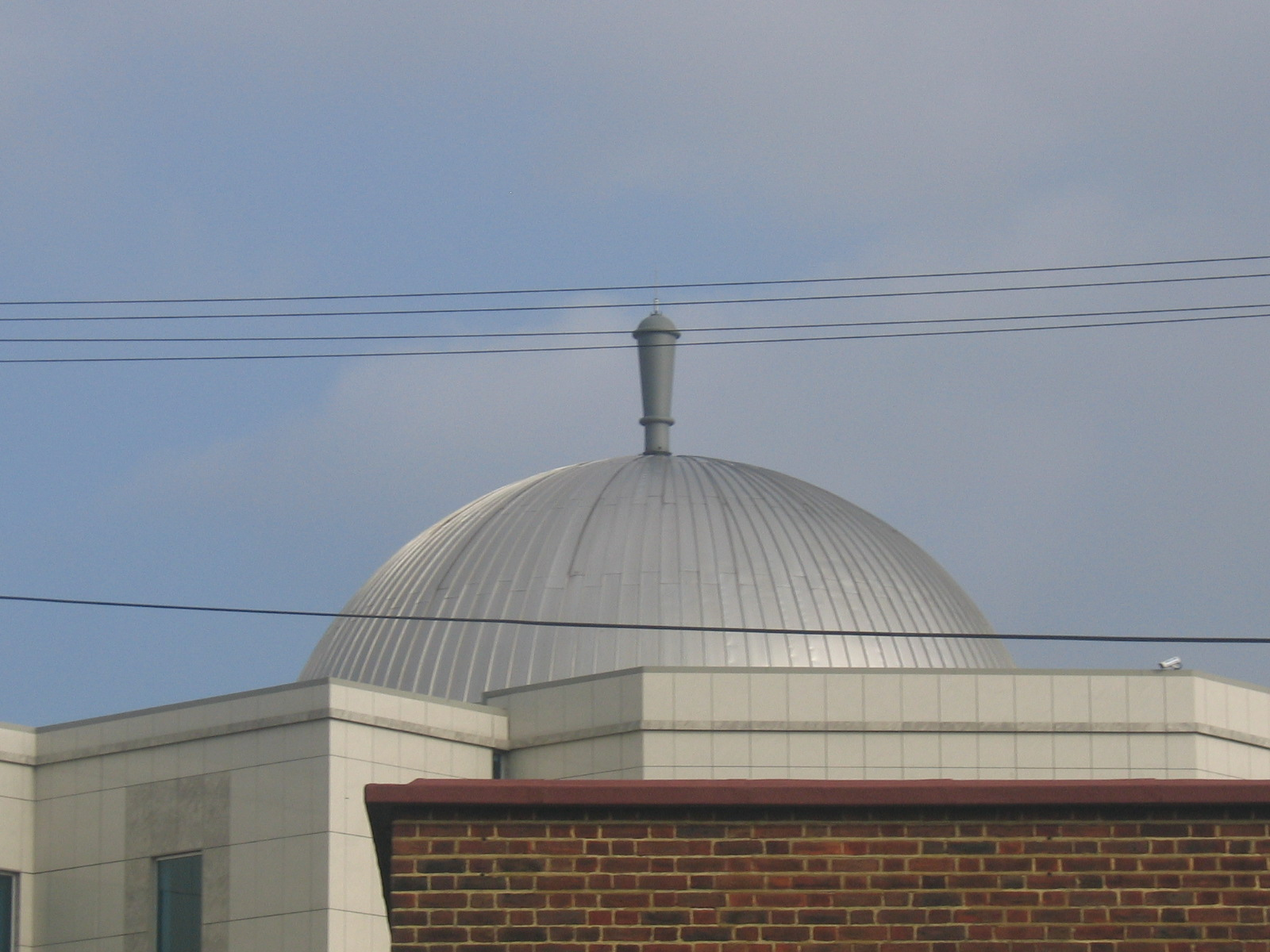
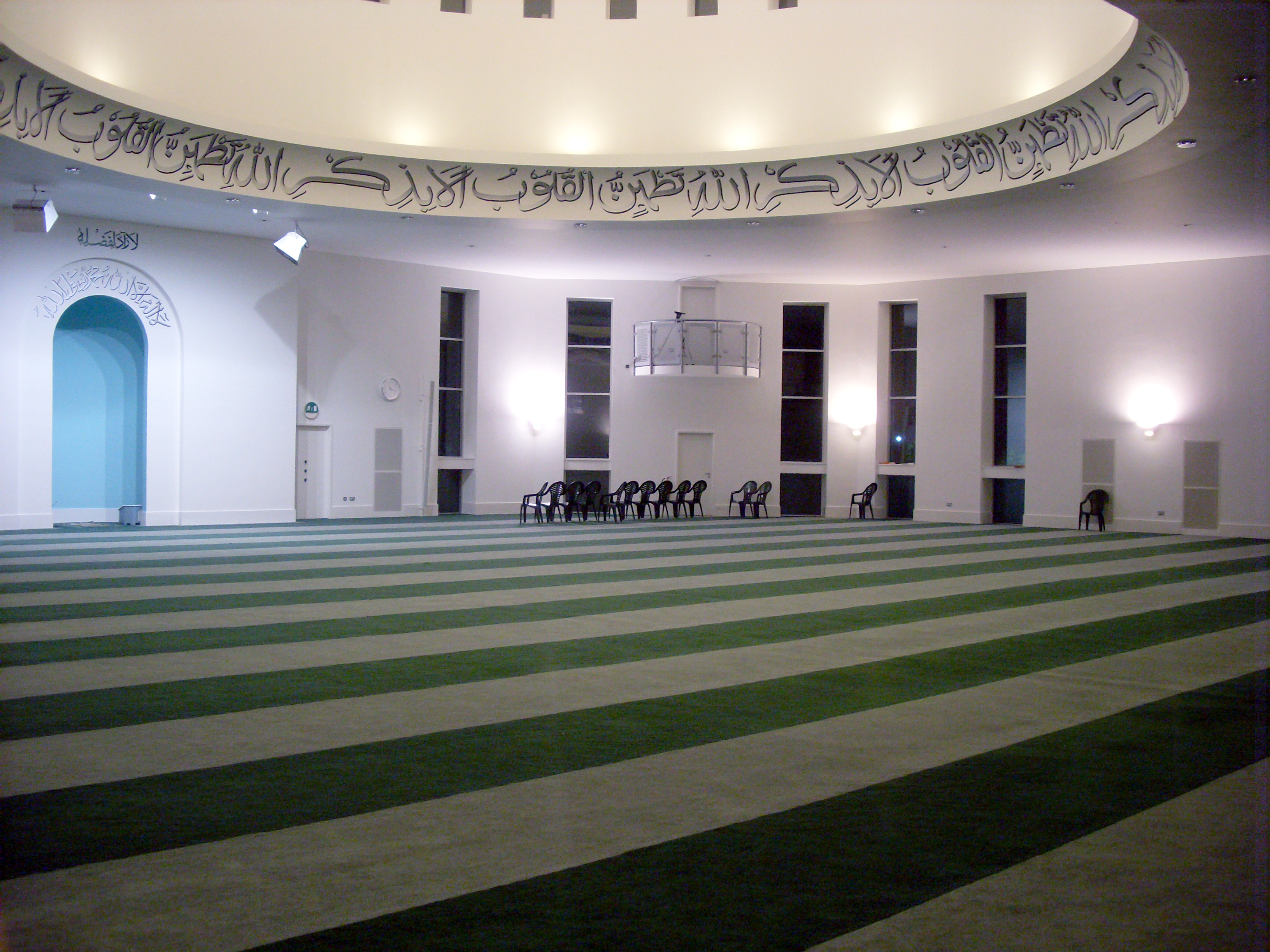